# Bladtjärnen (Bjurholms socken, Ångermanland)
Bladtjärnen är en sjö i Bjurholms kommun i Ångermanland och ingår i Hörnåns huvudavrinningsområde.